# 서울용산우체국
서울용산우체국(서울龍山郵遞局)은 대한민국 서울특별시 용산구 한강로동에 있는 서울 용산지역의 우편 서비스 및 금융서비스를 제공하는 서울지방우정청 소속 우체국이다.

## 기본 정보
- 주소 :  대한민국 서울특별시 용산구 한강대로 118
- 우편번호 : 04386

## 연혁
- 1899년 5월 16일: 용산우편수취소 설치
- 1906년 12월 16일: 용산우편국 설치
- 1949년 8월 13일: 용산우체국으로 개칭
- 1984년 11월 1일: 서울지방체신청 영업과로 편입
- 1997년 8월 1일: 서울용산우체국으로 승격
- 2007년 7월 28일: 서울단국대학교우체국 폐국[1]
- 2011년 3월 1일: 서울국제빌딩우편취급국을 서울LS용산타워우편취급국으로 명칭 변경[2]
- 2011년 12월 29일: 서울이태원1동우체국 폐국[3]
- 2014년 1월 1일: 우편구역을 다음과 같이 고시[4]

| 배달국         | 배달구역      | 구역번호      |
| -------------- | ------------- | ------------- |
| 서울용산우체국 | 용산구 전지역 | 04300 ~ 04428 |

- 2014년 7월 4일: 서울타워우편취급국 폐국[5]
- 2014년 9월 30일: 서울한강로3가우편취급국, 서울LS용산타워우편취급국 위탁계약 해지[6]
- 2014년 10월 1일: 서울한강로3가우편취급국, 서울LS용산타워우편취급국 재개국[6]
- 2017년 8월 1일: 서울용산동6가우편취급국 폐국[7]
- 2018년 4월 2일: 용산전자단지우체국 폐국[8]
- 2020년 10월 30일 : 국방부구내우체국 폐국[9]
- 2020년 11월 30일 : 국방부구내우편취급국 설치[10]
- 2021년 5월 3일 : 서울숙명여자대학교우체국 폐국[11]
- 2023년 10월 26일 : 서울시범아파트우편취급국 폐국[11]

## 사진

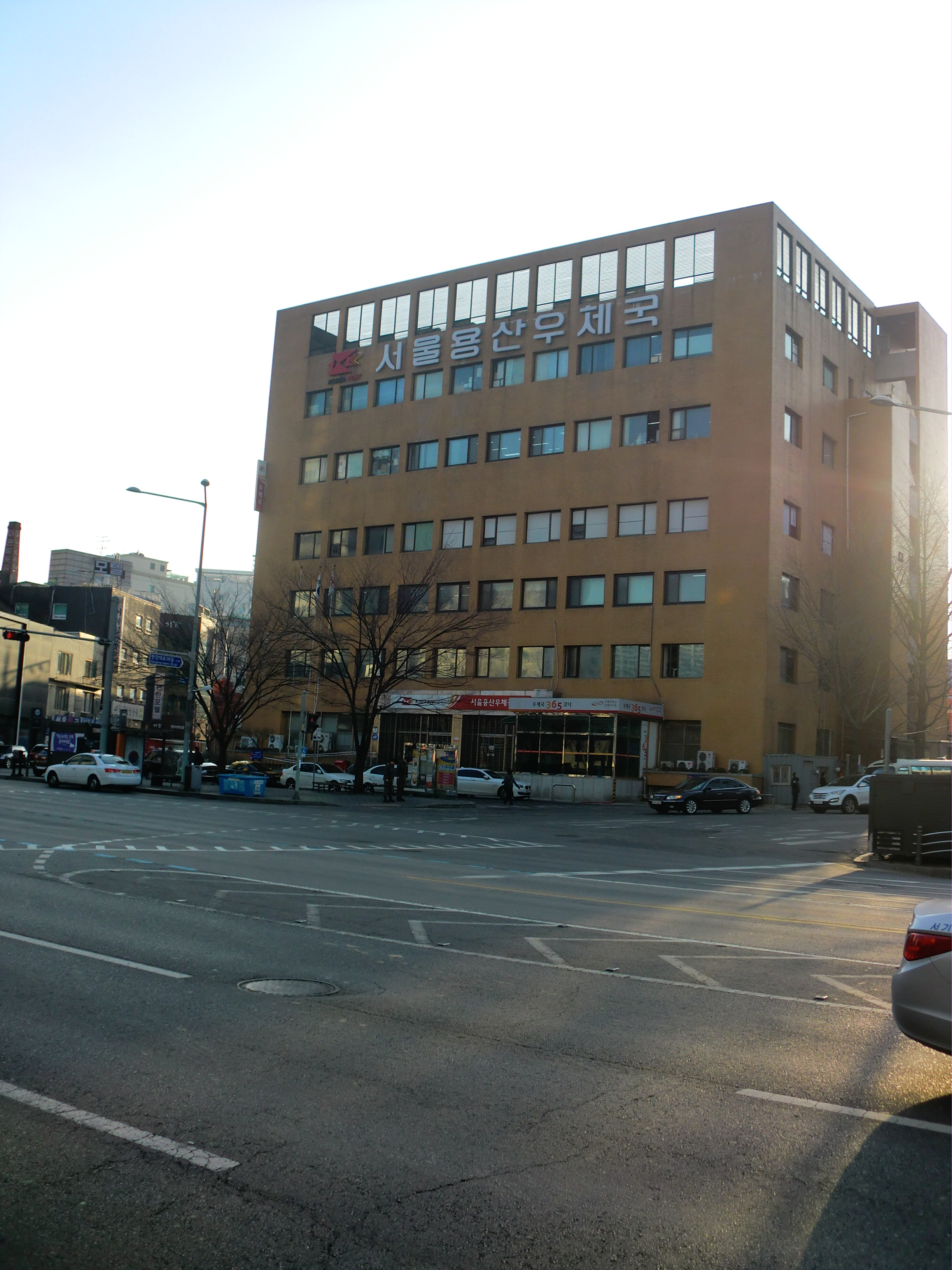
서울용산우체국 (2014년경)
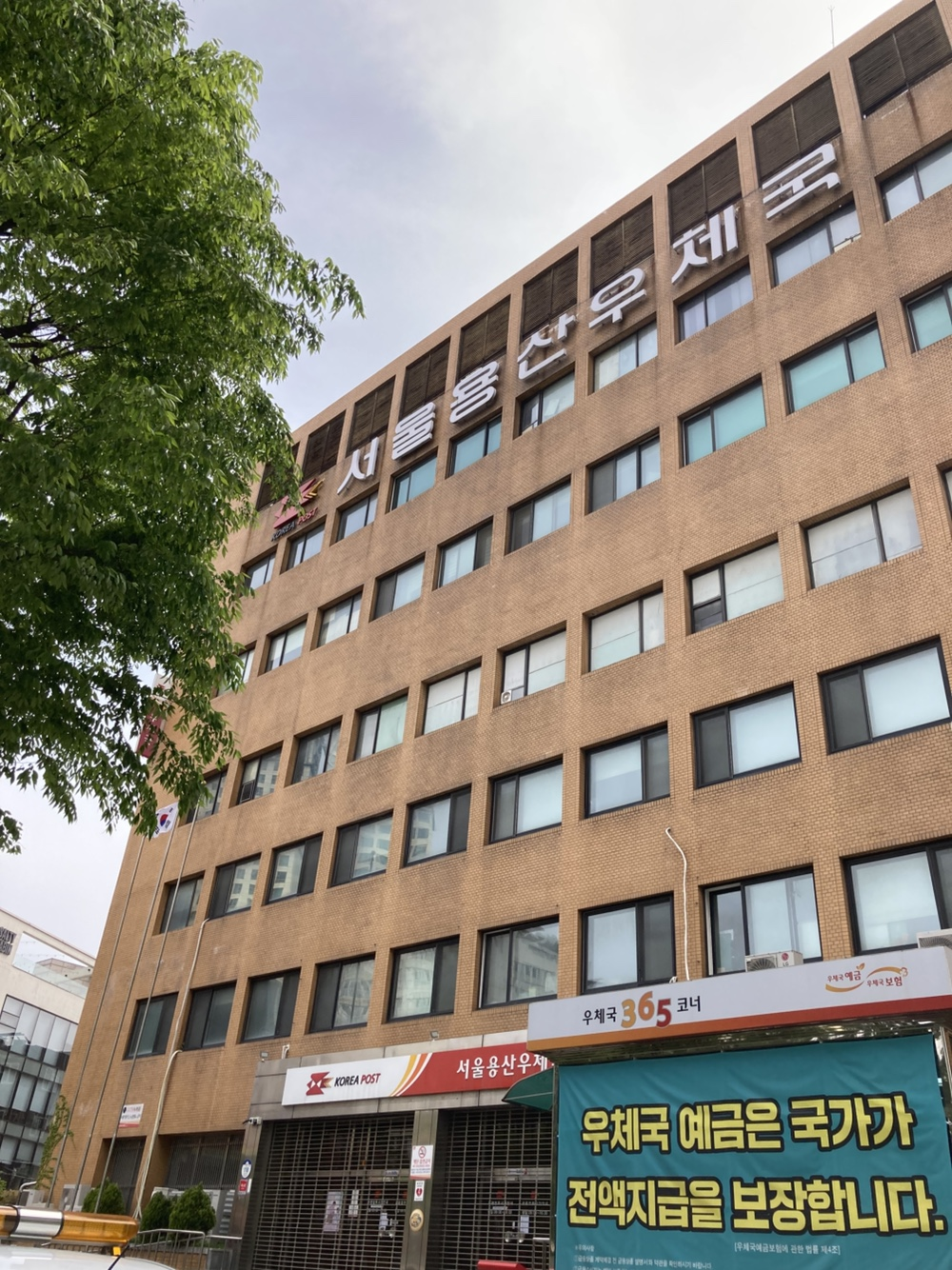
서울용산우체국(2025년 4월경)

## 관할 우체국
| 우체국명                 | 사진 | 주소                                                 | 비고                                                |
| ------------------------ | ---- | ---------------------------------------------------- | --------------------------------------------------- |
| 국방부구내우체국         |      | 서울특별시 용산구 이태원로 22(용산동3가)             | 2020년 10월 30일 폐국                               |
| 국방부구내우편취급국     |      | 서울특별시 용산구 이태원로 22(용산동3가)             | 2020년 11월 30일 신설                               |
| 서울LS용산타워취급국     |      | 서울특별시 용산구 한강대로 92(한강로2가)             | 2011년 3월 1일 서울국제빌딩우편취급국에서 명칭 변경 |
| 서울남영동우체국         |      | 서울특별시 용산구 두텁바위로 6-1(남영동)             |                                                     |
| 서울단국대학교우체국     |      | 서울특별시 용산구 한남로 147                         | 2007년 7월 28일 폐국                                |
| 서울보광동우체국         |      | 서울특별시 용산구 보광로 25(보광동)                  |                                                     |
| 서울숙명여자대학교우체국 |      | 서울특별시 용산구 청파로47길 100(청파동2가)          | 2021년 5월 3일 폐국                                 |
| 서울시범아파트우편취급국 |      | 서울특별시 용산구 이촌로14길 16 (이촌2동,시범아파트) | 2023년 10월 26일 폐국                               |
| 서울용문동우체국         |      | 서울특별시 용산구 원효로41길 47(원효로3가)           |                                                     |
| 서울용산2가우편취급국    |      | 서울특별시 용산구 신흥로18길 3(용산동2가)            |                                                     |
| 서울용산동6가우편취급국  |      | 서울특별시 용산구 이촌로 350(용산동6가)              | 2017년 8월 1일 폐국                                 |
| 서울원효로우체국         |      | 서울특별시 용산구 원효로 227(원효로1가)              |                                                     |
| 서울이촌동우체국         |      | 서울특별시 용산구 이촌로77길 9(이촌1동)              |                                                     |
| 서울이태원우체국         |      | 서울특별시 용산구 녹사평대로 212(이태원동)           |                                                     |
| 서울이태원1동우체국      |      | 서울특별시 용산구 이태원동 181-50                    | 2011년 12월 29일 폐국                               |
| 서울청파3가우편취급국    |      | 서울특별시 용산구 청파로47길 7(청파동3가)            |                                                     |
| 서울타워우편취급국       |      | 서울특별시 용산구 신흥로 25(용산동2가)               | 2014년 7월 4일 폐국                                 |
| 서울한강로3가우편취급국  |      | 서울특별시 용산구 한강대로7길 10-6(한강로3가)        |                                                     |
| 서울한남동우체국         |      | 서울특별시 용산구 대사관로 49(한남동)                |                                                     |
| 서울후암동우체국         |      | 서울특별시 용산구 후암로 58-1(후암동)                |                                                     |
| 용산전자단지우체국       |      | 서울특별시 용산구 청파로 56(한강로3가)               | 2018년 4월 2일 폐국                                 |

## 조직
- 영업과
  - 고객지원실
- 우편물류과
  - 소포실
  - 운용실
  - 집배실
  - 발착실
  - 민원실
- 지원과
  - 경영지도실